# Charles Baudelaire

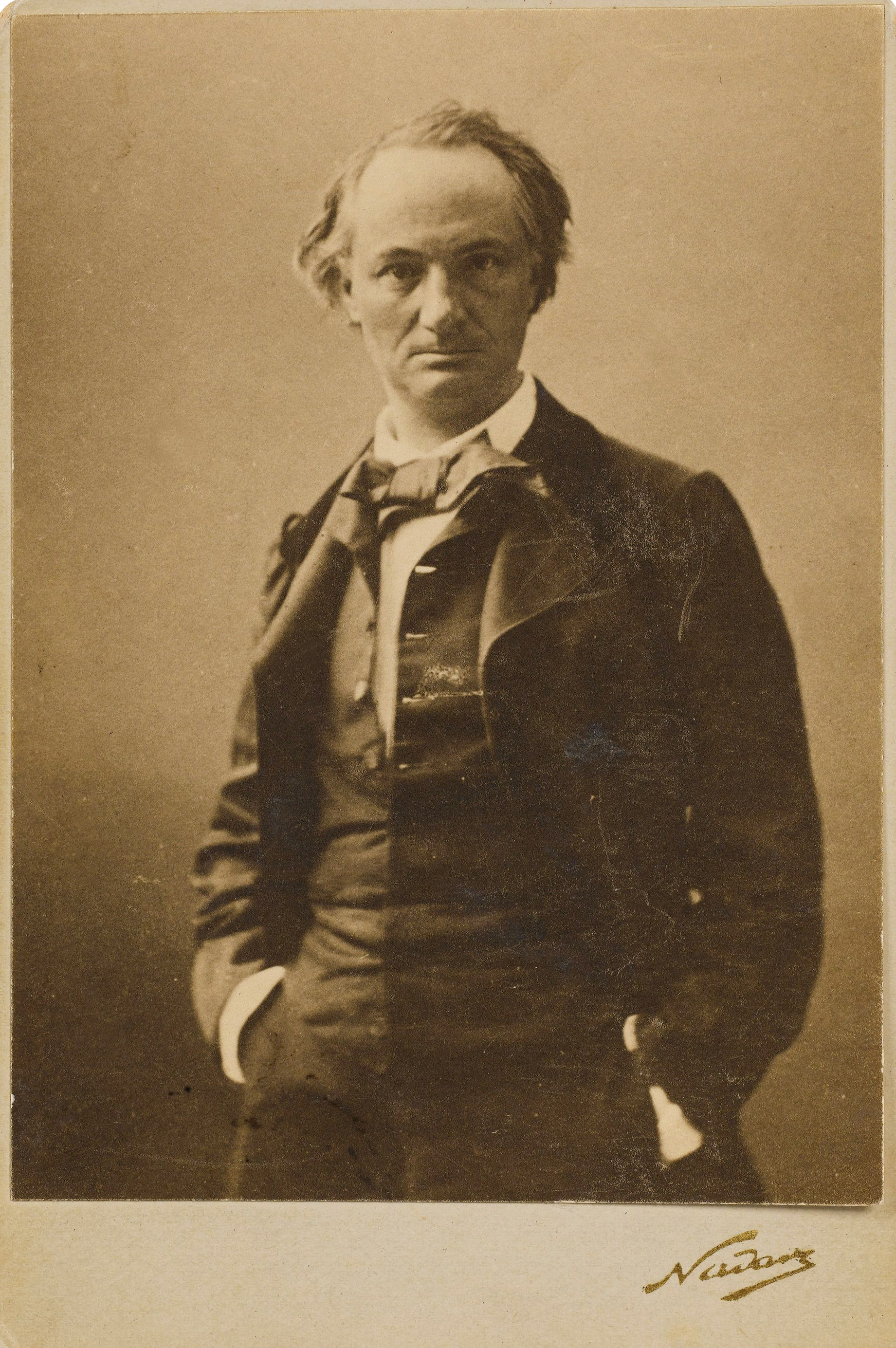
Charles Baudelaire na fotografii od Nadara

Charles Pierre Baudelaire [šárl bodlér] (9. dubna 1821 Paříž – 31. srpna 1867 Paříž) byl francouzský básník, který působil také jako esejista, umělecký kritik a překladatel, první z řady tzv. prokletých básníků.
Jeho nejslavnější dílo, kniha lyrické poezie s názvem Les Fleurs du mal (Květy zla), vyjadřuje měnící se krásu přírody v rychle se industrializující Paříži způsobenou Haussmannovou přestavbou Paříže v polovině 19. století. Jeho básnické dílo mělo zásadní vliv na rozvoj moderní poezie a inspirovalo mnoho dalších básníků (např. Mallarmé, Verlaine). Marshall Berman ho označil za prvního modernistu.

## Život

### Dětství a studium
Narodil se 9. dubna 1821 v Paříži. Matce Caroline bylo 27 let, otci Josephu-Françoisi bylo 62 let a bylo to jeho druhé manželství. Charles měl o 16 let staršího nevlastního bratra Clauda Alphonse. Jeho otec byl kněz, po revoluci byl vychovatelem a úředníkem, zemřel v r. 1827. Matka, kterou velmi miloval, se po dvou letech znovu provdala za důstojníka Jacquese Aupicka. V roce 1832 se přestěhovali do Lyonu, kam byl otčím převelen. Charles byl zapsán jako interní žák do Královské koleje (od roku 1888 Amperovo lyceum). Odloučení od matky nesl velmi těžce. Často psal nevlastnímu bratrovi, který se po dokončení studia práv oženil a stal se soudcem. Po počátečních neúspěších se Charlesovy studijní výsledky zlepšily. Byl mimořádně nadaný, ale jeho roztěkaná povaha a neschopnost se soustředit mu bránily udržet se mezi premianty a zavděčit se tak své matce.
V lednu 1836 se rodina vrátila do Paříže. Charlese zapsali na lyceum Ludvíka Velikého. Kvůli rodičům se snažil uspět ve studiu, vynikal v latině a řečtině. Začal psát své první verše, ty mu daly nový smysl života. V posledním ročníku byl vyloučen, když odmítl vydat učiteli lístek se vzkazem od spolužáka. V srpnu 1839 jako externí student složil maturitu na lyceu svatého Ludvíka. Ve stejný den byl jeho nevlastní otec povýšen na brigádního generála.
Charles Baudelaire se chtěl stát básníkem. To se nelíbilo nevlastnímu otci, ten z něho chtěl mít vojáka nebo diplomata. Na radu bratra Alphonse se Charles zapsal na právnickou fakultu. Studium ho však nebavilo. Vedl bouřlivý život, stýkal se s pařížskou bohémou v latinské čtvrti. Utrácel peníze z kapesného od rodičů a dělal dluhy. Nevázaný životní styl a styky s prostitutkami měly za následek onemocnění pohlavní chorobou. V roce 1841 ho generál Aupick poslal do Kalkaty, aby ho zbavil špatného vlivu pařížských přátel. Cesta však nesplnila svůj účel. Po zastávce na Maskarénách, kde strávil několik měsíců na ostrově Réunion a Mauricius, se Charles rozhodl vrátit se zpět do Francie.

### Literární začátky
V Paříži se vrátil k předchozímu způsobu života. Seznámil se s mladou kreolkou Jeanne Duvalovou, do které se vášnivě zamiloval. Smyslná, eroticky přitažlivá žena se stala inspirací pro jeho básnické dílo a jejich vztah trval s krátkými přestávkami téměř celý život. Její obraz nebo vzpomínka na ni se promítly do některých básní z pozdější sbírky Květy zla (Les fleurs du mal), např.: Exotický parfém (Parfum exotique), Vlasy (La chevelure), Had, který tančí (Le serpent qui dance), Posmrtná výčitka (Remords posthume). Její podobu zachytil i v několika perokresbách. Určitý výtvarný talent zdědil po otci, často a rád kreslil, zajímal se o výtvarné umění.
V roce 1843 Baudelaire začal experimentovat s drogami, které podle jeho názoru podněcovaly jeho tvořivost. Závislost na drogách a lécích ho provázela zbytek života. Od roku 1847 bral pod lékařským dohledem opium jako lék na potíže způsobené syfilidou, kterou se nakazil pravděpodobně v roce 1840. Časté užívání drog navíc způsobilo, že se u Baudelaira projevily psychické obtíže. Začal trpět stihomamem, upadal do depresí, míval přeludy. Neléčená syfilida k tomu přidala další zdravotní problémy. O svých zkušenostech s alkoholem a drogami napsal později dvě eseje: O víně a hašiši (Du vin et du haschisch) z roku 1851 a Umělé ráje (Les Paradis artificiels) z roku 1860.
Během následujících dvou let Baudelaire v rozmařilém životě téměř promarnil dědictví po otci, které získal po dosažení plnoletosti. Neustále se obracel na matku s žádostí o peníze a jeho nezodpovědnost ji přiměla k podání žádosti o ustanovení soudního dohledu. V září 1844 se z rozhodnutí soudu stal znovu nezletilým a ztratil právo disponovat svým majetkem. Byla mu vyměřena malá měsíční renta. O peníze navíc musel žádat notáře nebo matku. S takovým ponížením a změnou životních podmínek se nedokázal vyrovnat a v červnu 1845 se demonstrativně pokusil o sebevraždu. V dopise na rozloučenou veškerý svůj majetek odkázal Jeanne Duvalové (Slečně Lemerové, což bylo její pravé jméno). Jeho zranění bylo jen povrchové a po uzdravení se definitivně odstěhoval z bytu svých rodičů. S nevlastním otcem, který byl jmenován velitelem pařížské Polytechniky, přerušil styky úplně.
Vedle básnické tvorby se Baudelaire zajímal o výtvarné umění a své znalosti uplatňoval jako autor novinových článků a kritik. V roce 1845 vydal kritickou brožuru o Salonu vztahující se k výroční výstavě. Začaly mu vycházet drobné prozaické práce a další kritiky. Zpočátku je publikoval anonymně, později pod jménem Baudelaire-Dufaÿs, což bylo dívčí jméno jeho matky. V roce 1846 vyšla v revui Ľ Artiste jeho první významná báseň Don Juan v podsvětí (Don Juan en enfer), inspirovaná dvěma Delacroixovými obrazy. Eugene Delacroix byl jeho velkým idolem a Baudelaire mu po jeho smrti v roce 1862 věnoval několik oslavných článků.
V roce 1848 se zapojil do revolučních událostí a bojoval na jedné z barikád. V následujících dvou letech se věnoval politické publicistice. Byl spoluzakladatelem radikálního opozičního časopisu Veřejné blaho (Le Salut Public), který však vyšel jen ve dvou číslech. Po době nadšení pro revoluci se vrátil ke svým příspěvkům o umění, divadle a literatuře. Vypracoval se na předního kritika. Rozčarován z výsledků revoluce zmařené převratem Napoleona III. a nastolením tzv. Druhého císařství ukončil politickou aktivitu a soustředil se na básnickou tvorbu. Připravoval vydání básnické sbírky s názvem Limby, řadu básní z ní dal předem ke zveřejnění v různých časopisech. V srpnu 1851 časopis Le Messager de l Assamblée vydal jedenáct básní pod názvem Limby. Své příspěvky již podepisoval plným jménem: Charles Baudelaire.
Ještě před revolucí se seznámil s tvorbou Edgara Allana Poea, která mu byla velmi blízká. V roce 1848 se v revue Svoboda myšlení (La Liberté de penser) objevil Baudelairův překlad textu Edgara Allana Poea Fascinující zjevení (Révélation magnétique- Mesmeric Revelation). Od té doby dával najevo svůj obdiv k tomuto americkému spisovateli a stal se jeho uznávaným překladatelem. Zasloužil se o rozšíření Poeova díla nejen ve Francii, ale v celé Evropě. V roce 1852 byla zveřejněna jeho studie Edgar Allan Poe, jeho život a dílo. Jeho překlady měly v určité době u čtenářů větší úspěch než vlastní básně.
Generál Aupick byl v roce 1848 jmenován velvyslancem v nejprve Cařihradě a později ve Španělsku, což pro Baudelaira znamenalo odloučení od matky. Až do návratu do Paříže roku 1853 spolu udržovali jen písemný styk, často motivovaný potřebou peněz. Baudelairův vztah k matce byl velmi složitý. Vyčítal jí, že sňatkem s Aupickem, který odsuzoval jeho způsob života, byl připraven o mateřskou lásku a rodinné zázemí. Teprve po smrti generála Aupicka v roce 1857 občas pobýval u matky v jejím domě v Honfleuru a postupně se sbližovali.
Baudelairovým významným inspiračním zdrojem, který se promítl do jeho básnické tvorby, byly ženy. Vedle Jeanne Duvalové to byly Apollonie Sabatierová a Marie Daubrunová, které prošly jeho životem počátkem padesátých let 19. století. Platonicky obdivoval paní Apolonii Sabatierovou, která ve svém salonu přijímala umělce a jíž od roku 1852 posílal anonymní milostné dopisy s básněmi, které později zařadil do sbírky Květy zla. Po vydání sbírky v roce 1857 se snažil získat přímluvu paní Sabatierové v soudním řízení, ale po krátkém intimním vzplanutí Baudelaire tento vztah ukončil. V roce 1854 se setkal herečkou Marií Daubrunovou, která jeho obdiv využívala pro získání podpory své herecké kariéry. Zmiňuje se o ní v básních Jed, Podzimní zpěv a inspirovala ho k básni Jedné Madoně. Od konce roku 1855 Baudelaire žil ve společné domácnosti s Jeanne Duvalovou, ale v září následujícího roku se rozešli. Znovu se sblížili začátkem roku 1859, a když Jeane těžce onemocněla a hrozilo jí ochrnutí, Baudelaire ji podporoval i finančně.

### Květy zla
Přelom roku 1856–1857 znamenal pro Baudelaira období intenzivní práce. S velkým úspěchem se setkaly jeho překlady Poeových Podivuhodných příběhů a v časopise Le Moniteur Universel vycházelo na pokračování Dobrodružství Arthura Gordona Pyma. V La Revue des Deux Mondes bylo zveřejněno osmnáct jeho nejlepších básní a v různých časopisech a novinách několik statí o umění a karikatuře. 30. prosince 1856 podepsal smlouvu s nakladatelem Poulet-Malassisem na vydání dvou knih.
Jeho stěžejní dílo – básnická sbírka Květy zla (Les Fleurs du mal) – vyšlo 25. června 1857 nákladem 1 320 kusů s věnováním Théophilu Gautierovi. Byl to výsledek více než patnáctiletého snažení. Po zveřejnění odsuzující kritiky v novinách vypukla nenávistná kampaň se soudní dohrou. Pařížský přestupkový soud uložil básníkovi i nakladateli Poulet-Malassisovi pokutu za urážku veřejné morálky a dobrých mravů. Ze sbírky muselo být vyřazeno šest básní: Klenoty, Léthé, Té, která je příliš veselá, Lesbos, Prokleté ženy, Upírovy proměny (Les Bijoux ; Le Léthé ; À celle qui est trop gaie ; Lesbos ; Femmes damnées [Delphine et Hippolyte] ; Les métamorphoses du Vampire). Povzbuzující dopis mu napsal Victor Hugo ze svého exilu na ostrově Guernsey a také Gustave Flaubert ocenil jeho verše. V roce 1861 byla v nákladu 1500 výtisků vydána reedice Květů zla. Místo šesti vyřazených básní ji Baudelaire rozšířil o 35 nových. Sbírka nevzbudila velký zájem veřejnosti.
Baudelaire hledal nové formy poezie a v roce 1862 mu vyšlo v La Presse dvacet menších textů – verše v próze. Na vydání Básní v próze (Pařížský splín) podepsal smlouvu s nakladatelstvím Hetzel, ale texty stále upravoval a doplňoval. Kniha byla vydána až po jeho smrti. O svém duševním rozpoložení psal Baudelaire ve sbírce poznámek Mé obnažené srdce (Mon cœur mis à nu), které tvoří s Raketami, Hygienou a Deníky soubor Důvěrných zápisků (Journaux intimes).
V roce 1861 se Baudelaire ucházel o křeslo v Akademii, ale po delším neúspěšném vyjednávání o podpoře se sám kandidatury vzdal. Současně několikrát marně žádal Akademii o finanční podporu. Podílel se na zpracování čtvrtého dílu antologie z děl francouzských básníků, který vyšel v srpnu roku 1862.

### Závěr života
V dubnu roku 1864 odjel do Belgie, kde měl přednášet o literatuře a pracovat jako umělecký kritik. Měl přislíbeno vydání svých esejů o umění. Aby získal peníze na cestu a uhradil alespoň část svých dluhů, prodal během roku 1863 práva na Květy zla a Pařížský splín nakladateli Hetzelovi a veškerá práva na pětidílný překlad díla Edgara Poea nakladatelství Michel Lévy-bratři. Pobyt v Bruselu však nesplnil jeho očekávání. Své znechucení zaznamenával v pamfletu Ubohá Belgie (Pauvre Belgique). Oporu mu poskytovalo několik přátel z Francie, kteří se usadili v Bruselu – např. nakladatel Poulet-Malassis nebo fotograf Nadar. S Poulet-Malassisem připravil k vydání sbírku Trosky (Les Épaves) obsahující třiadvacet básní, z nichž většina byla soudně zakázána nebo dosud nebyla vydána. Frontispis knihy vytvořil belgický malíř Félicien Rops, s nímž se Baudelaire spřátelil a měl o něm vysoké mínění. Stýkal se také s manželkou Victora Huga, která v té době s dětmi pobývala v Bruselu a několikrát se zde setkal i se slavným spisovatelem při jeho návštěvě Belgie během léta 1865.

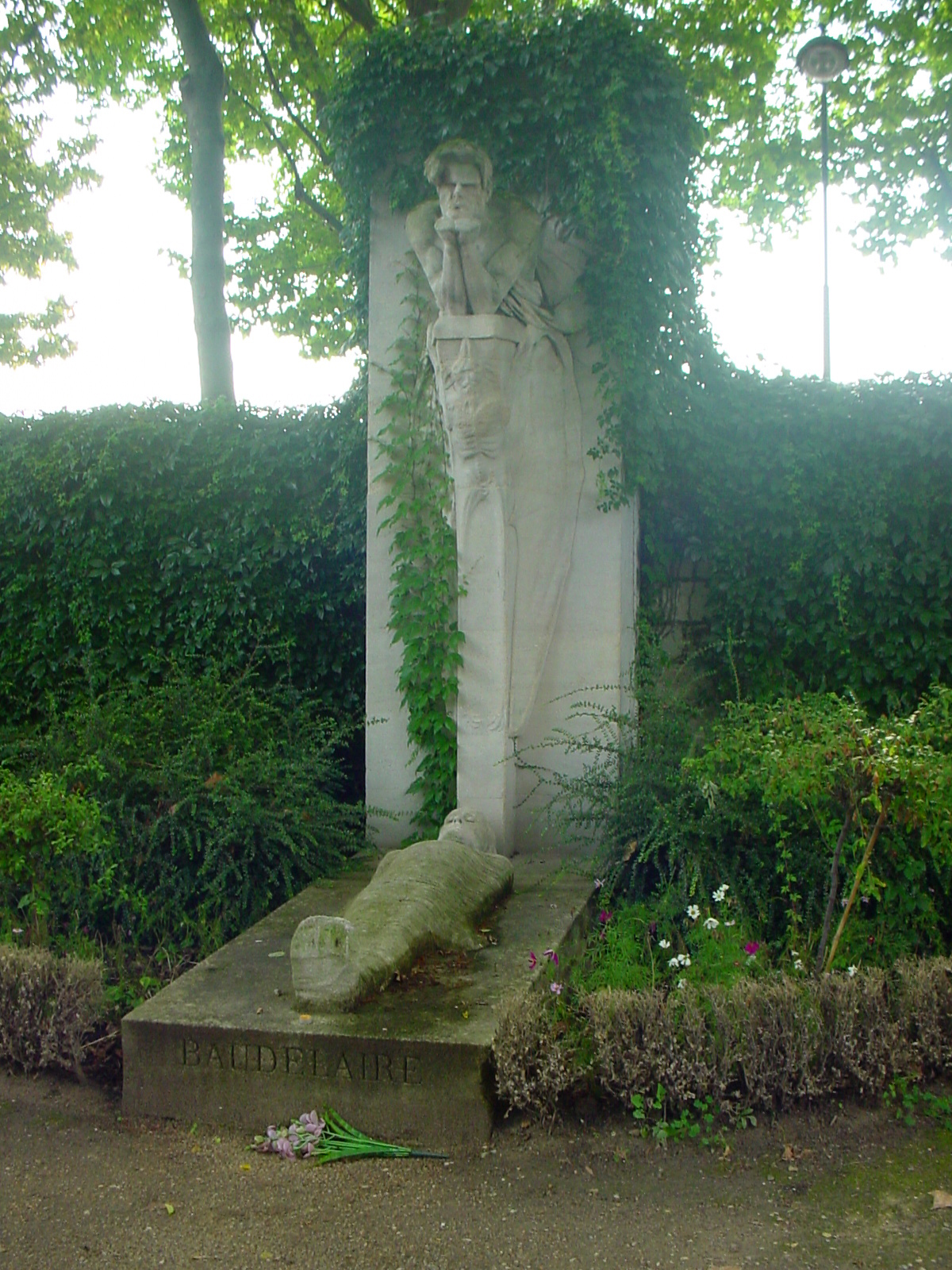
Symbolický náhrobek Charlese Baudelaira na hřbitově Montparnasse

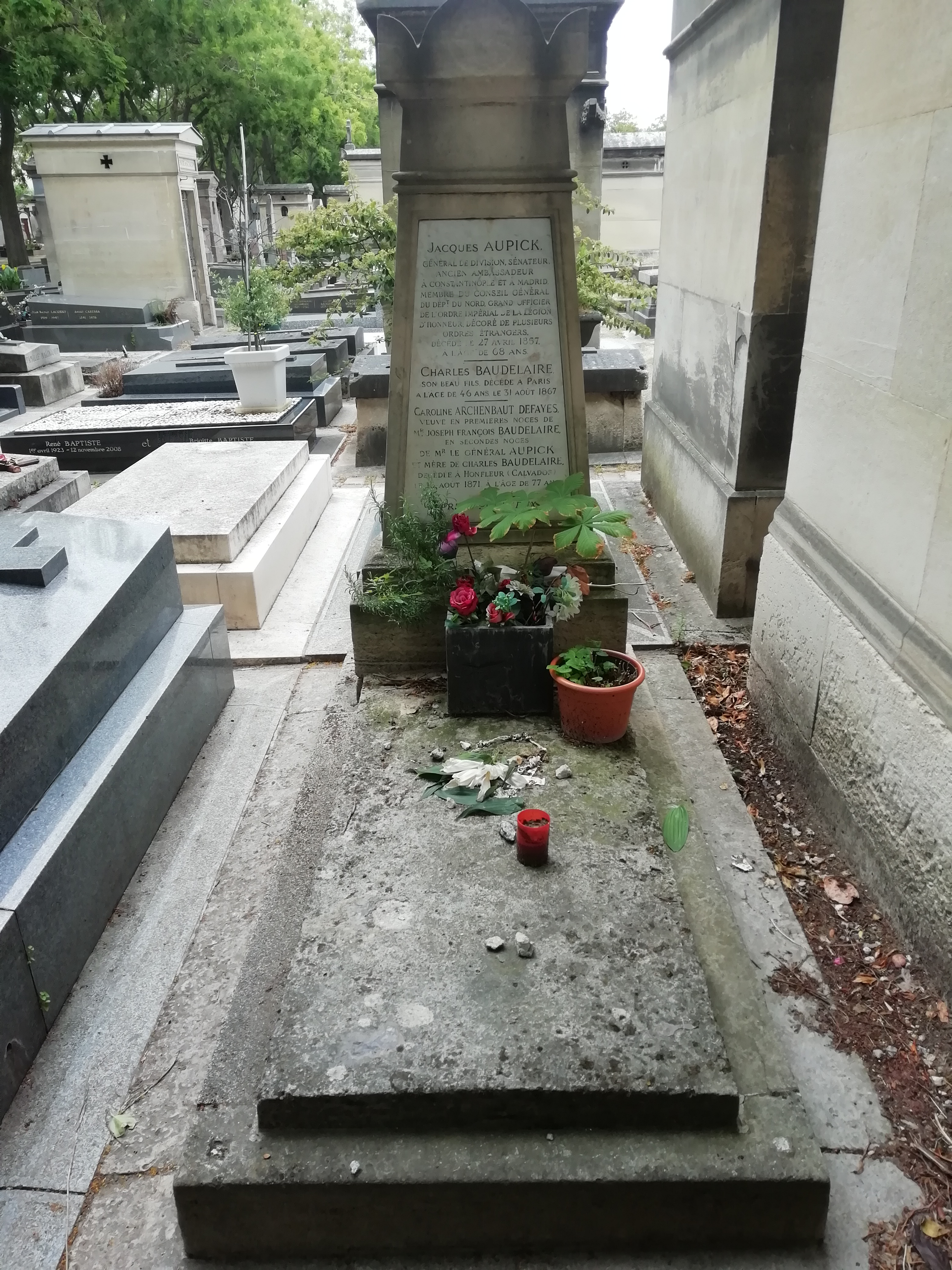
hrob Charlese Baudelaira a jeho rodičů

Duševní rozpoložení a neutěšená finanční situace se negativně promítly do Baudelairova zdraví, které bylo dlouhodobě oslabeno syfilidou, užíváním drog a alkoholem. Od začátku roku 1866 trpěl nevolnostmi, závratěmi, prudkou bolestí hlavy i poruchami vědomí. Během návštěvy kostela Saint-Loup v Namur v polovině března Baudelaire upadl do bezvědomí. Od té doby se jeho zdravotní stav rapidně zhoršil.
Postihl ho další záchvat mrtvice, který měl za následek poruchu hybnosti pravé strany těla a ztrátu řeči. Byl převezen na kliniku, kam za ním přijela matka, aby se o něj postarala. V červenci 1866 ho nechala převézt do soukromého sanatoria v Paříži. Jeho přátelé mu na francouzské vládě vymohli malý finanční příspěvek na úhradu léčebných výdajů. Charles Baudelaire zemřel 31. srpna 1867. Byl pochován na hřbitově Montparnasse vedle svého nevlastního otce. Matka zemřela o čtyři roky později.
Na přání matky se vydávání Baudelairova díla ujal jeho přítel Charles Asselineau, který v roce 1869 napsal jeho první biografii: Charles Baudelaire, sa vie et son œuvre. V roce 1868 byla vydána reedice Květů zla (soudem zakázané básně mohly být oficiálně vydány až poté, kdy kasační soud v roce 1949 zrušil rozsudek z roku 1857).
V roce 1902 byl na montparnasském hřbitově nedaleko hrobu odhalen Baudelairův symbolický náhrobek (kenotaf) za účasti zástupů studentů. V r. 1917 vyšlo nové vydání Květů zla a jeho sláva překročila hranice.

## Dílo
Ve své poezii odhaloval milostná a společenská zklamání, snažil se provokovat svojí otevřeností. V jeho díle je spojena láska a pohrdání, krása a zlo, touha po životě atd. Jeho dílo ovlivnilo moderní poezii. Jeho raná tvorba v sobě nese stopy romantismu, ale později mu bylo bližší hnutí Mladé Francie. Velký vliv na jeho tvorbu mělo rovněž poetické dílo Edgara Allana Poea, s nímž našel vnitřní spřízněnost. Baudelaire šel svou vlastní cestou. Usiloval o formální dokonalost svých básní, ale především mu záleželo na obsahové koncepci, básnické myšlence. Baudelairova veršová technika je přísná, projevuje se v ní snaha o bohatost rýmů a celkový harmonický dojem. Klad důraz na pečlivě zvolené a správně umístěné slovo. V jeho poezii se odráží jeho rozporuplná osobnost: realistické verše plné citlivého vnímání skutečnosti střídají myšlenky na smrt, smutek, omrzelost životem. Soudobou kritikou byl označován za otce dekadence a symbolismu. Kromě toho také překládal díla E. A. Poea.
- Květy zla (Les Fleurs du mal, 1857) – básnická (lyrická) sbírka, za kterou musel zaplatit pokutu z mravnostních důvodů (urážka náboženství a morálky). Tato básnická sbírka je považována za klíčové dílo moderní světové poezie. Les Fleurs du mal (doplněné vydání 1861) obsahují 126 básní, rozdělených do šesti oddílů: Splín a ideál, Pařížské obrazy, Víno, Květy zla, Revolta, Smrt; (v posmrtném vydání 1868 bylo vloženo dalších 14 básní). V poezii, kterou básník šokoval francouzskou společnost, se do velké míry odráží jeho nespoutaná osobnost i jeho život. V básních líčí nepřikrášlený obraz skutečnosti, které vládne nepoetické Zlo, jehož ztvárnění se až dosud poezie vyhýbala (báseň Zdechlina). Výchozím bodem sbírky je nemožnost člověka dosáhnout štěstí a odtud pramení bolest, o to intenzivnější, že se záblesky štěstí hlásí ve snu a vzpomínání. V reálném světě tak zůstává jedinou pozitivní hodnotou umění usilující o krásu. Nakonec se jediným existenciálním řešením bolestné zkušenosti stává klidné spočinutí ve smrti.
- Malé básně v próze (Petits poèmes en prose, 1869) – původně byly vydány pod názvem Pařížský splín. Jedná se o padesát krátkých poetických próz. Baudelaire zde dospívá k poznání, že skutečná podstata poetického vyjádření nespočívá v tradičním rytmickém členění, spojeném s rýmem, ale výhradně v básnické vizi, metaforice a obrazech. Jde vlastně o jakousi básnickou symfonii Paříže, moderního člověka a jeho složité životní problematiky. Za smyslovým světem nachází existenci jiného, vnitřního světa, do něhož proniká pomocí symbolů a obrazného myšlení a který se vymyká běžné logice.

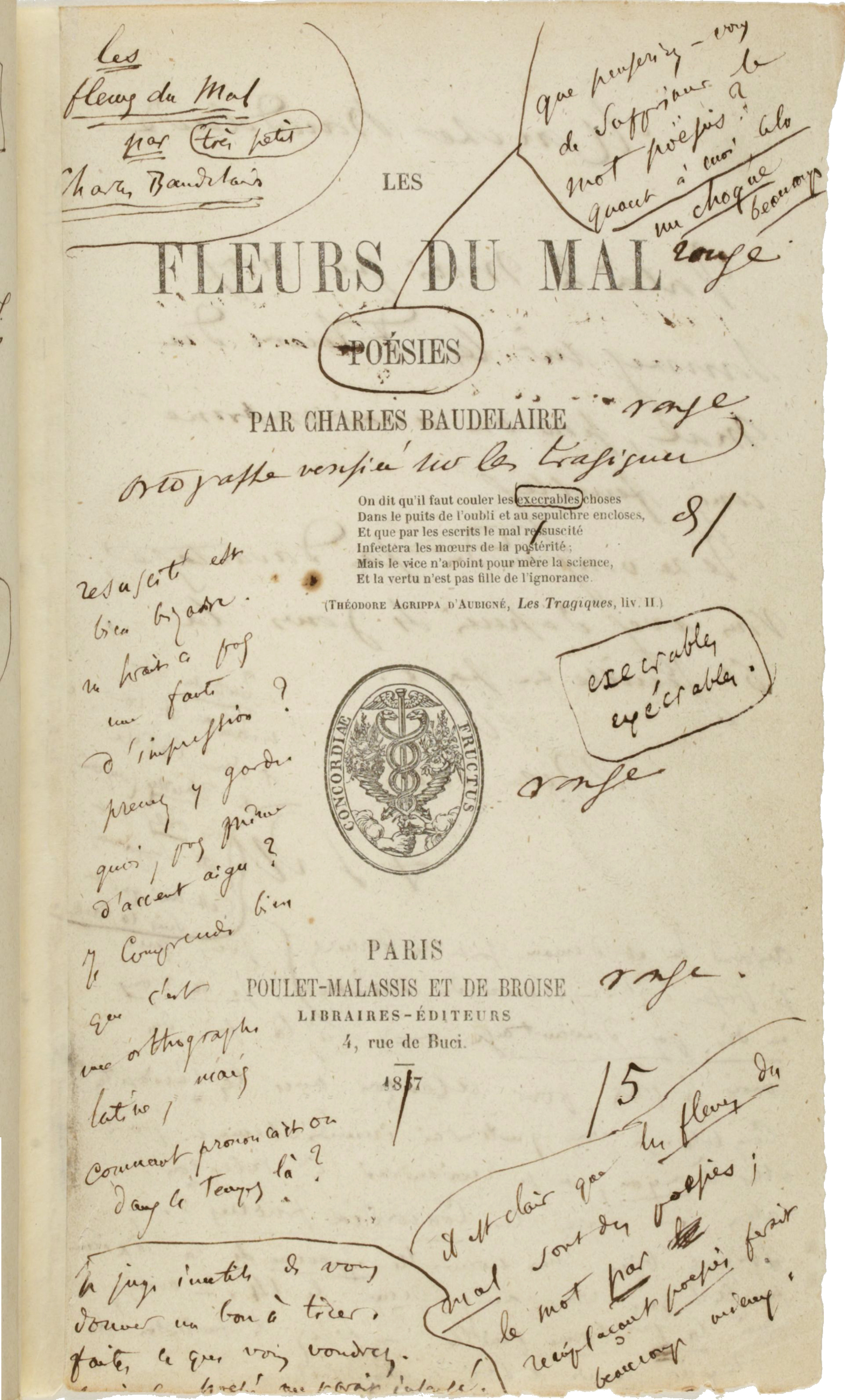
Květy zla (1857) – frontispis s poznámkami Charlese Baudelaira

### Básně
- Albatros
- Exotický parfém
- Jisté kreolské dámě
- Vlas
- Zdechlina
- Krása
- Splín
- Víno samotářovo
- Puklý zvon
- Litanie k Satanovi
- Proměny upíra
- Tanec kostlivců
- Epitaf na odsouzenou knihu

### Eseje
- Umělé ráje – o účincích hašiše a opia. Vydávaná také jako Báseň o hašiši.

### Knihy
- Estetické zajímavosti
- Romantické umění

### Zápisky
- Intimní deníky
- Bruselské roky

### Novela
- Mladý čaroděj – in: 1000 nejkrásnějších novel... č. 101, úvod František Sekanina, přeložil Josef Marek, s. 13–39. Praha: J. R. Vilímek, 1916

### V češtině volně přístupné
- Výbor z “Květů zla” – přeložili Jaroslav Goll a Jaroslav Vrchlický. Praha: Jan Otto, 1895[27]
- Výbor z malých básní v prose – přeložil Stanislav Kostka Neumann. Praha: Hugo Kosterka, 1898[28]
- Rakety: mé srdce obnažené: denníky Charlesa Baudelairea – přeložil Jarmil Krecar z Růžokvětu; se studií o Ch. Baudelairovi od Jiřího Karáska ze Lvovic. inohrady (Praha)Královské Vinohrady: František Adámek, 1907[29]
- Hašiš a víno – přeložil Jan Hart. Praha: Alois Hynek, mezi 1910 a 1925[30]
- Romantické umění – přeložil Miloš Marten. Praha: Kamilla Neumannová, 1911[31]
- Výbor z "Květů zla". 2 – přeložil Jaroslav Haasz. Praha: J. Otto, 1919[32]
- Láska, sny a ženy – Percy Bisshe Shelley. Žena a láska: Charles Baudelaire. Přeložil a upravil Viktor Miller. Praha: Otto Girgal, 1925[33]
- Malé básně v próze – přeložil Hanuš Jelínek. Pardubice: V. Okolek, 1932[34]
- Květy zla – výběr s kresbami doprovází Jarka Štika. 1937?[35]
- Kurtisáně – přeložil Vítězslav Nezval; kresby Jana Konůpka. Praha: Jaroslav Picka, 1943[36]